# Ruthenische griechisch-katholische Kirche
Die Ruthenische griechisch-katholische Kirche, auch kurz Ruthenische Kirche genannt, ist eine Teilkirche der römisch-katholischen Kirche. Sie untersteht deren Jurisdiktion und erkennt den Papst als ihr geistliches Oberhaupt an, folgt aber dem byzantinischen Ritus in der Liturgie und im geistlichen Leben (katholische Ostkirche). Die Kirche umfasst etwa 650.000 Gläubige im äußersten Westen der Ukraine (Transkarpatien), Slowakei, Tschechien und die Diasporakirche in den USA und Kanada. Ihr Hauptsitz ist Uschhorod. Die Sprache der Liturgie ist vornehmlich kirchenslawisch oder eine Landessprache.
Sie ist nicht identisch mit der ukrainischen griechisch-katholischen Kirche und deren Vorläuferin, der ruthenischen griechisch-katholischen Kirche im Königreich Polen-Litauen.

## Geschichte
Die Ursprünge der Kirche liegen in den ostkarpatischen Regionen Karpatoukraine, Ostslowakei und Nordostungarn. Hierher gelangte der christliche Glaube schon im 9. Jahrhundert zu Zeiten des Großmährischen Reiches. Es folgte wohl von Anfang an der byzantinischen Tradition, als Erstverkündiger werden die „Slawenapostel“ Kyrill und Method verehrt. Ein Bischof von Mukacevo ist 1491 urkundlich.
Im 17. Jahrhundert war fast der gesamte ungarische Raum protestantisch geworden, um das Übergreifen in den Osten zu verhindern, versuchte Rom die seinerzeit orthodoxen Ruthenen für sich zu gewinnen. Am 24. April 1646, am Ende des Dreißigjährigen Krieges, bekannten sich 65 orthodoxe Priester im Königreich Ungarn in der Kirchenunion von Uschhorod zum Primat des Papstes und unterstellten sich der römisch-katholischen Kirchenhierarchie. Sie konnten aber den byzantinischen Ritus und die kirchenslawische Liturgiesprache beibehalten. Diese Union wurde von der in Uschhorod residierenden Adelsfamilie Drugeth initiiert, die mit den Habsburgern verbündet war und große Ländereien im damaligen Oberungarn (entspricht der heutigen Ostslowakei und Karpatenukraine) besaß. 1664 und 1713 folgten weitere regionale Unionen. Rund 100 Jahre später gab es fast keine orthodoxen Gläubigen mehr in diesem Gebiet (daher gibt es, anders als bei den meisten anderen griechisch-katholischen Kirchen, keine „Ruthenisch-orthodoxe Kirche“ mehr).

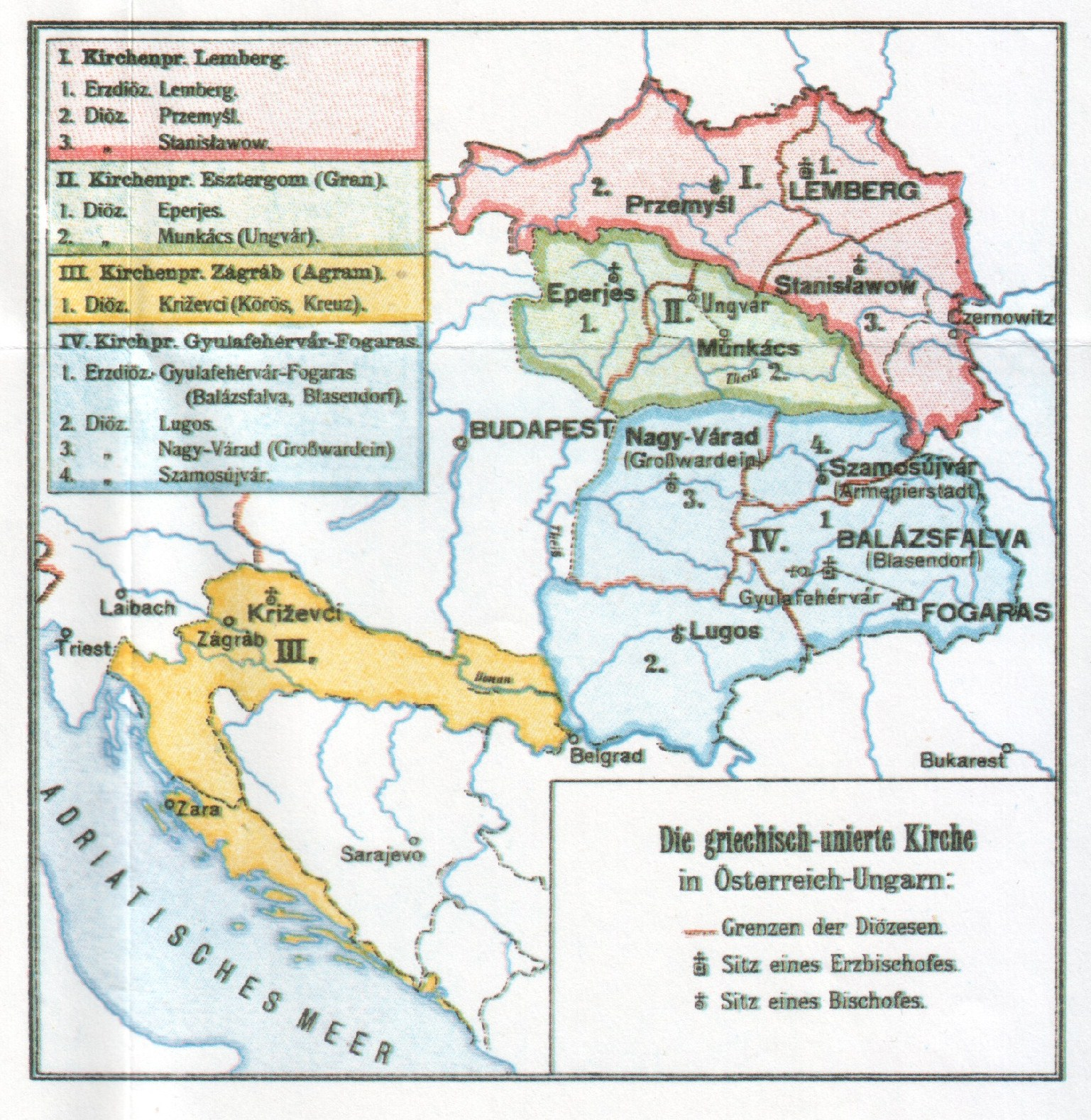
Griechisch-katholische Eparchien Mukatschewo/Munkács und Prešov/Eperjes (beide grün markiert) als Teile der Kirchenprovinz Esztergom in Österreich-Ungarn, 1909

Im folgenden Jahrhundert hatten die ruthenischen Katholiken keine eigene Struktur, galten doch die ruthenischen Priester als Kaplane der lateinischen Pfarrer und ihr Bischof in Mukatschewo nur als Ritual-Vikar des lateinischen Bischofs von Eger. Erst die Bitte der Kaiserin (und ungarischen Königin) Maria Theresia brachte Papst Clemens XIV. 1771 dazu, dass die Ruthenische Kirche in Mukatschewo ihre eigene Eparchie erhielt, die als Suffragandiözese dem römisch-katholischen Erzbistum Esztergom unterstand. Sieben Jahre später erhielten sie in Uschhorod ihr eigenes Priesterseminar. Der westliche Teil der Eparchie Mukatschewo, der im Wesentlichen auf dem Gebiet der heutigen Slowakei lag, wurde 1818 als eigene Eparchie Prešov ausgegliedert. Auch für die griechisch-katholischen Gemeinden, die auf dem Gebiet des heutigen Ungarn und Rumänien lagen, wurden später eigene Diözesen errichtet. 
Nach dem Zerfall Österreich-Ungarns gehörten sowohl das verbliebene Gebiet der Eparchie Mukatschewo in der Karpatenukraine als auch die Eparchie Prešov größtenteils zum Staatsgebiet der Ersten Tschechoslowakischen Republik. Für die nach dem Vertrag von Trianon in Ungarn verbliebenen Ruthenen wurde 1924 ein eigenes Apostolisches Exarchat in Miskolc eingerichtet. Kirchenrechtlich gehörten die Eparchien Mukatschewo und Prešov noch bis 1937 zur römisch-katholischen Kirchenprovinz Esztergom, dann wurden sie exemt, das heißt unmittelbar der Römischen Kurie unterstellt. Politisch wurde die Karpatenukraine, in der die meisten ruthenischen Ostkatholiken lebten, nach der Zerschlagung der Tschechoslowakei 1939 von Ungarn annektiert. Nach dem Zweiten Weltkrieg wurden die Ruthenen in der Heimat von den Machthabern der Sowjetunion systematisch verfolgt, das Priesterseminar 1946 geschlossen und die Kirche 1949 mit der Russisch-Orthodoxen Kirche zwangsvereinigt.
Durch die starke Emigration des frühen 20. Jahrhunderts entstand eine umfangreiche Diaspora in den USA, für die 1924 ein eigenes Exarchat mit Sitz in Pittsburgh (Pennsylvania) errichtet wurde und die seit 1969 als autonome „Byzantine Catholic Metropolitan Church of Pittsburgh, USA“ organisiert ist.
Nach dem Zusammenbruch der Sowjetunion blühten die Gemeinden wieder auf; 1997 gab es in der Eparchie Mukatschewe 264 Gemeinden und 141 Priester. 1995 konnte in Uschhorod ein neues Priesterseminar eingerichtet werden.

## Charakteristik

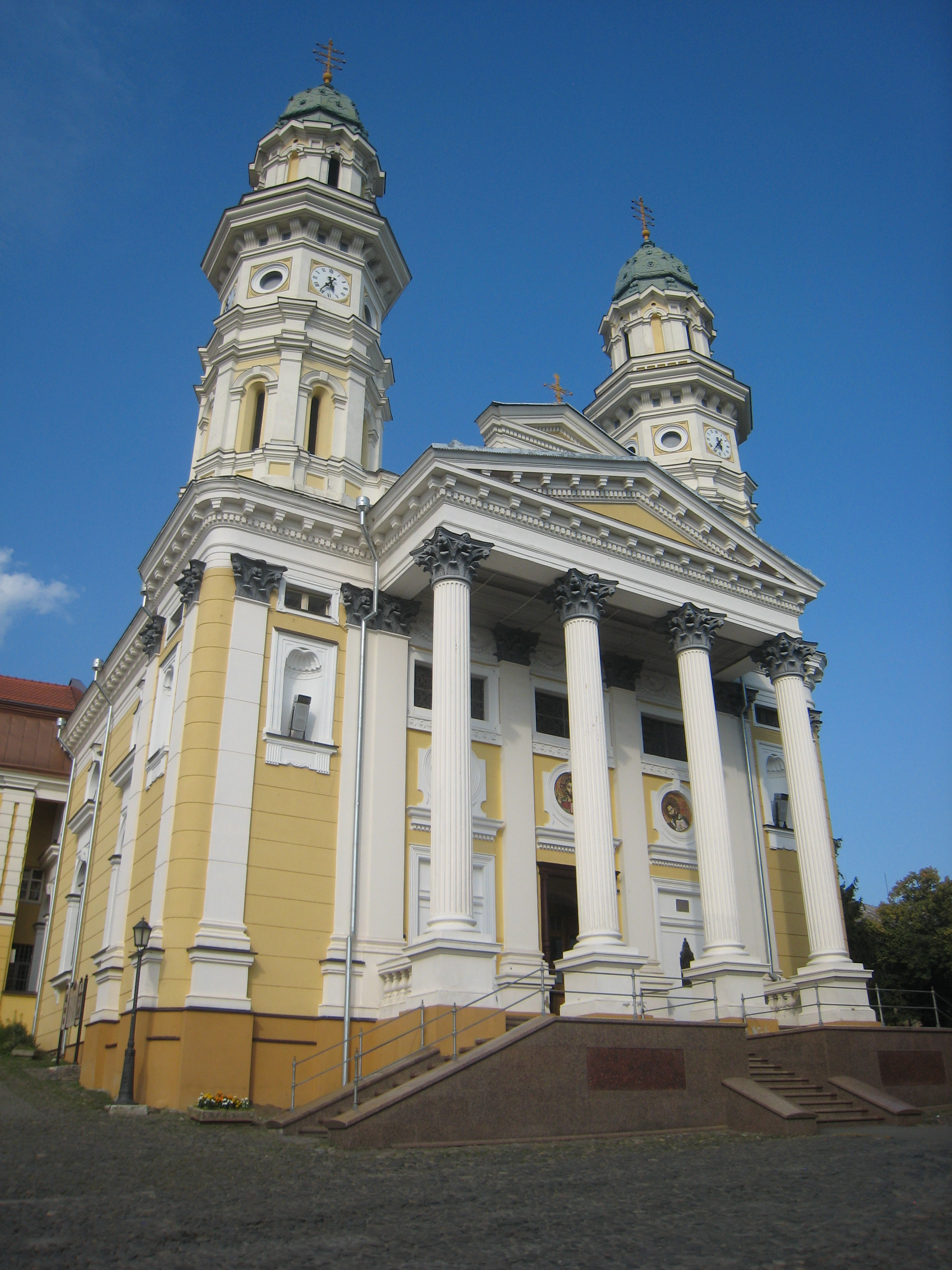
Die Kreuzerhöhungskathedrale in Uschhorod

Die Ruthenisch-Katholische Kirche hat unter den Byzantinern in Osteuropa eine Sonderstellung, da die Ruthenische Kultur (Russinen) nie eine Nationalstaatlichkeit aufbaute. Für die ruthenische Kirche ist im Prinzip das Kirchenslawisch als Liturgiesprache charakteristisch, das Ruthenische ist dessen ursprüngliche Volkssprache und Vorläufer des Ukrainischen, Belarussischen und Russinischen. Im Mutterland muss sich die Gemeinschaft heute beständig der Vereinnahmung durch die Ukrainisch-Katholische Kirche erwehren. Zudem haben die Jahre des Untergrundes zu Entfremdungen und Trennungen geführt, so dass ihr Exarchat in Prešov seit 1996 der Sitz einer neuen, der Slowakischen griechisch-katholischen Kirche ist (nur mehr im tschechischen Raum gibt es noch slowakisch-ruthenische Gemeinden) und das Exarchat Miskolc zur Ungarischen Kirche zählt.

## Gliederung
Die heute etwa 663.000 Gläubigen leben in der Ukraine, in Tschechien, in den USA und Kanada. Sie sind in drei Metropolien unterteilt.
1. Zur Eparchie Mukatschewe gehören 380.000 Gläubige; Sitz des Bischofs ist Uschhorod. Der Bischof von Mukatschewo, dessen Gebiet in der Ukraine liegt, untersteht direkt dem Heiligen Stuhl und besitzt keine Suffragane. Gegenüber den anderen beiden Metropoliten genießt er einen Ehrenvorrang, hat jedoch keinen kirchenrechtlichen Primat.
2. Das Apostolische Exarchat Tschechien mit 180.000 Gläubigen und Sitz in Prag wurde 1996 errichtet. Vorher gehörten die tschechischen Gläubigen zur Eparchie von Prešov der heutigen Slowakischen griechisch-katholischen Kirche im jetzt eigenständigen Staat Slowakei.
3. Zur Byzantine Catholic Metropolitan Church ''sui iuris'' of Pittsburgh gehören vier Diözesen (Erzeparchie Pittsburgh, Eparchie Passaic, Eparchie Parma (Ohio) und Eparchie Phoenix (Arizona)) mit 243 Gemeinden und rund 90.000 Gläubigen. Der Metropolit-Erzbischof hat seinen Sitz in Pittsburgh. Die Gläubigen feiern ihren Gottesdienst vornehmlich auf Englisch. Die Kirche ist heute eigenständig und jurisdiktionell unabhängig von der europäischen Mutterkirche.[2] Den Priestern ist es seit 1999 wieder gestattet, verheiratet zu sein.

Das Apostolische Exarchat Miskolc wurde am 4. Juni 1924 für die 21 Gemeinden der Ruthenen in Ungarn begründet. Da diese bald zur ungarischen Liturgie wechselten, wurde sie ab 1940 durch den ungarischen Eparchen, den Bischof von Hajdúdorog, verwaltet und wird inzwischen auch förmlich zur Ungarischen Griechisch-katholischen Kirche gerechnet.
Die 1980 für slowakischstämmige Katholiken des byzantinischen Ritus in Kanada errichtete Eparchie Saints Cyril and Methodius of Toronto war zunächst exemt, gehörte dann ab 2008 zur Griechisch-katholischen Kirche in der Slowakei (Metropolie Prešov), wurde 2022 aber in ein Apostolisches Exarchat umgewandelt und der Metropolie Pittsburgh der ruthenischen Kirche unterstellt. Dieser Metropolie unterstehen auch die griechisch-katholischen Gemeinden kroatischen oder ungarischen Ursprungs in den USA, für die keine eigene Diözese eingerichtet ist.

## Wichtige Personen
siehe auch Kategorie:Ruthenisch griechisch-katholischer Bischof
- Theodor Romscha (1911–1947), Bischof der Eparchie Mukatschewe 1944–1947, wurde vom sowjetischen Geheimdienst vergiftet, als Märtyrer 2001 seliggesprochen
- Ján Eugen Kočiš (1926–2019), Weihbischof in Tschechien 2004–2006, war in der Tschechoslowakei lange Zeit inhaftiert
- Milan Šašik (1952–2020), Bischof der Eparchie Mukatschewe 2010–2020
- Teodor Mazapula (* 1981), Bischof der Eparchie Mukatschewe seit 2024